# المنقب (أمانة العاصمة)

تعديل مصدري - تعديل

المنقب هي إحدى قرى مديرية ضواحي الأمانة همدان التابعة لمحافظة أمانة العاصمة صنعاء اليمنية، بلغ  تعداد سكانها 3248 نسمة حسب الإحصاء الذي جرى عام 2004.